# Parada de Fonte Nova
La Parada de Fonte Nova fue una plataforma ferroviaria de la Línea del Corgo, situada en el ayuntamiento de Chaves, en Portugal.

## Historia
Esta plataforma se situaba en el tramo entre Tâmega y Chaves, que fue inaugurado el 28 de  agosto de 1921.
En 1935, la Compañía Nacional de Ferrocarriles, que estaba gestionando un Línea del Corgo, instaló una casa de guardia en esta plataforma, que en ese momento poseía la categoría de apeadero.
El tramo entre Chaves y Vila Real fue cerrado en 1990.